# Après, un voyage dans le Rwanda
Pour les articles homonymes, voir Après.
 (septembre 2014).
Si vous disposez d'ouvrages ou d'articles de référence ou si vous connaissez des sites web de qualité traitant du thème abordé ici, merci de compléter l'article en donnant les références utiles à sa vérifiabilité et en les liant à la section « Notes et références ».
Pour plus de détails, voir Fiche technique et Distribution.
Après, un voyage dans le Rwanda est un documentaire français réalisé par Denis Gheerbrant, en 2005.

## Synopsis
Après, c'est un voyage, près de dix ans plus tard, dans le Rwanda. Le cinéaste est parti seul avec sa caméra, avec l'a priori qu'il ne connaissait pas, qu'il avait tout à découvrir, que le film allait se construire dans une rencontre avec un pays, son peuple et son histoire. Car c'est cela « Après » : d'abord, la réalité de l'inconcevable telle que des rescapés peuvent la reconstruire par leurs récits, et puis des orphelins qui pratiquent les danses traditionnelles et leur mentor, Déo, rescapé lui aussi, qui nous emmène dans sa colline natale rencontrer des vieux. Ils nous font remonter l'histoire d'une civilisation, d'un peuple d¹éleveurs et d¹agriculteurs. Et toujours maintenant avec Déo, compagnon interprète, passeur entre deux mondes, le film avance vers des prisonniers génocidaires et une noce presque inquiétante. Un voyage comme un fil qui se tend, parce que voyager au Rwanda c'est accepter de se faire prendre dans les rets d'une exigence, une seule, celle de comprendre.

## Fiche technique
- Réalisation : Denis Gheerbrant
- Production : Les Films d’Ici (Richard Copans)
- Durée : 100 minutes
- Date de sortie : 26 janvier 2005 ( France)

## Sélection
- Festival de Cannes - Sélection ACID
- Festival de Lussas - Etats Généraux du Documentaire
- Festival du Réel - Lima La Paz
- Festival des Rencontres Internationales du Documentaire de Montréal